# Хитино
Хитино — деревня в Осташковском районе Тверской области.
Административный центр Хитинского сельского поселения. Расположена вблизи озера Селигер в 11,5 километрах от районного центра города Осташков на берегу реки Глубочица.

## Культура, образование
В деревне есть библиотека, почтовое отделение, клуб и медпункт.

## Экономика
В советское время в деревне базировался современный совхоз «Ботовский» который включал в себя 1,7 тыс. га — пашни. В деревне были построены животноводческий комплекс и мехмастерские. Также в деревне велась лесозаготовка. В настоящее время в деревне находятся несколько личных хозяйств.

## История
В списках населённых пунктов в 1859 году упоминается как деревня «Фитино» Ботовской волости с населением в 59 помещечьих крестьян. В течение своей истории деревня Хитино переживала разные времена, был и активный рост в послевоенное время и стремительное падения после распада СССР.

## Население
| 2010 |
| ---- |
| 167  |

| Год  | Человек |
| ---- | ------- |
| 1859 | 59      |
| 1950 | 53      |
| 1968 | 26      |
| 1977 | 144     |
| 1989 | 226     |
| 1998 | 239     |
| 2002 | 235     |
| 2003 | 204     |